# Literarische Adaption der Andromeda
Literarische Adaption der Andromeda ist eine Auflistung literarischer Werke, die sich mit der griechisch-mythologischen Sage der Andromeda beschäftigen und über bloße Namensnennung hinausgehen; ausgenommen davon ist wissenschaftliche Literatur.
Die Liste folgt dem chronologischen Ablauf nach Jahreszahl der Erscheinung des Werkes und fasst Handlung und wesentlichen Beschreibungen bzw. Verwendungen des Andromeda-Mythos in einzelnen Werken komprimiert zusammen sowie Erscheinungsjahr (sofern nicht bekannt, ungefährer Zeitraum), Name des Autors, Genre, Originalsprache und Herkunft/Erstaufführungsort des Werks.

## Antike Werke

### Andromedades Euripides (412 v. Chr., Theatertragödie)
- Euripides, altgriechisch, Athen, Griechenland

Da der Großteil des Textes von Euripides Andromeda-Tragödie verloren gegangen ist, lassen sich aus den erhaltenen Fragmenten nur einige Bruchteile der Inhalte des Stücks rekonstruieren. Am Anfang steht eine ausführliche Klage der an den Felsen geketteten Andromeda. Auch deutet sich an, dass sie sich ihrem Schicksal nicht freiwillig gefügt hat.
„Warum fiel doch vor allem so herbes Los, Mir, Andromeda, zu? O ich Arme, des Todes soll ich sein! (F 115) […] Nimm teil an meinem Schmerz; denn wer im Leid andere mitweinen lässt, findet Erleichterung.“ (F 119) […] „Miteidlos ist dein Vater, der dich, die leidensreichste unter den Menschen, dem Hades preisgab, um für das Land zu sterben.“ (F 120) […] „Beklagt mich, Fraun, die Traurige. Die Trauriges erduldete – O ich armes, armes Kind! – Und von Verwandten Gesetzloses litt“ (F 122)
Es folgt das Eintreffen des Perseus aus dem Land der Medusa, der die wohl entblößte Andromeda erblickt: „Halt, was für einen Fels sehe ich hier vom Meer umschäumt und das Bild eines Mädchens aus natürlichem Steinwerk, Zierstück einer Meisterhand?“ Perseus fragt Andromeda, wer sie sei, woraufhin sie ihn anfleht, sie zu retten: „O fremder Mann, erbarme dich meines Jammers, löse meine Fesseln!“ Perseus erwidert, ob Andromeda ihm Dank erweisen werde, wenn er sie befreit, woraufhin sie ihn anfleht, sie als Dienerin, Gattin oder Sklavin mitzunehmen. Die nachfolgenden Fragmente geben kaum noch eine Handlung wieder, doch wird offensichtlich, dass Perseus das Ketos besiegt und Andromeda zur Frau nimmt – offensichtlich gegen den Willen von Kepheus: „Ich lasse nicht zu, dass mein Kind einen Bastard bekommt.“ Es folgen wohl das Hochzeitsmahl im Palast und die Auseinandersetzung mit Phineus.

### Elegien des Propertius (spätes 1. Jhdt. v. Chr.)
- Propertius, Latein, Römisches Reich

Propertius vergleicht die Figur der schlafenden Cynthia unter anderem mit Andromeda, als sie sich zum ersten Schlaf hinlegt, nachdem sie vom Felsen befreit wurde.

### Metamorphosen(frühes 1. Jahrhundert n. Chr., mythologisches Dichtwerk)
- Ovid, Latein, Römisches Reich

Ovid erzählt die Geschichte von Andromedas Opferung in ausgeschmückter Dichtung in seinen Metamorphosen, wobei er sich auf Perseus und den Kampf mit dem Ketos fokussiert. Nachdem Perseus Medusa enthauptet und Atlas mit ihrem Haupt zu Stein hat erstarren lassen, fliegt er mit seinen Flügelschuhen über Äthiopien, das Land des Kepheus. Perseus entdeckt die jungfräuliche Andromeda, die schuldlos für das Frevelwort der Mutter büßend an das harte Gestein gefesselt ist, hält sie jedoch zuerst für eine Marmorstatue, ehe er bemerkt, dass ihr Haar weht. Perseus entbrennt in Liebe beim Anblick der Andromeda und vergisst fast, mit den Flügeln zu schlagen. Perseus bittet Andromeda, ihm ihre Identität zu offenbaren. Andromeda weint und schweigt zunächst, scheut sich, den ihr unbekannten Mann anzureden und will das Gesicht mit den Händen verbergen, wird von ihren Fesseln jedoch daran gehindert. Schließlich beginnt sie zu erzählen, auch von der Hybris ihrer Mutter, doch noch bevor sie enden kann, schreit sie vor Angst auf, als das Ketos aus dem Meer auftaucht. Andromedas Eltern stehen jammernd unweit ihrer Tochter, doch greifen nicht ein, worauf sich Perseus ihnen zuwendet und mit seinen Taten prahlend anbietet, Andromeda zu retten, wenn sie ihm als Braut zuerkannt wird. Andromedas Eltern zögern nicht und flehen Perseus an, ihre Tochter zu retten, und versprechen ihm ihr Reich als Mitgift. Perseus steigt in die Luft auf, stürzt sodann auf das Ketos hinab und durchbohrt es mit dem Schwert. Am Ufer ertönen Jubelschrei und Klatschen. Kassiopeia und Kepheus begrüßen Perseus, und auch Andromeda kommt ihrer Fesseln entledigt dazu. Die nachfolgende Handlung erwähnt Andromeda nicht mehr namentlich, es geht allein um den Konflikt zwischen Perseus und Phineus um sie.

### Astronomica(frühes 1. Jahrhundert n. Chr., astronomisches Dichtwerk)
- Marcus Manilius, Latein, Römisches Reich

Manilius stellt – im Gegensatz zu seinem Zeitgenossen Ovid, der sich auf Perseus als Hauptfigur in seiner Erzählung konzentriert – Andromeda ins Zentrum der Beschreibung in seiner Astronomica. In Folge der Schuld ihrer Eltern wird Andromeda weinend als Opfer geschmückt und „legt sich das nimmer für derlei Gelübde bereitete Kleid an, und noch lebendig schleppt man die Jungfrau zur eignen Bestattung.“ Anschließend werden ihr die Fesseln an die gespannten Arme gelegt, sodass sie am Kreuze am Fels hängt. „In dieser Pein noch weiß sie Gesicht und Keuschheit zu wahren. Selbst in der Qual liegt noch Liebreiz, den schneeweißen Nacken ergeben, rückwärts gebeugt schien sie selbst der Wächter zu sein ihrer Schönheit. Von den Schultern herab flossen Faltenkaskaden, die Arme zeigte das Kleid, und die wallenden Haare bedeckten den Rücken.“ Andromedas trauriger Anblick lässt selbst die Natur weinen. Dann entdeckt Perseus Andromeda „und ihm erscheinen die Ketten beglückt, die die Glieder umschließen; und nachdem er von ihr den Grund ihrer Marter erfahren, hat er die Absicht, dass Brautbett im Kampf mit dem Meer zu besteigen. […] Rasch jagt er hin durch die Lüfte und tröstet die weinenden Eltern, mit dem Versprechen zu retten und kehrt, sie als Frau mit sich bedingend, an das Gestade zurück.“ Es kommt zum Kampf mit dem Ketos, das Perseus letztlich mit dem Schwert tötet und Andromeda zur Braut nimmt, die sich in verliebt hat.

### Bibliotheke des Apollodor(1. Jahrhundert n. Chr., mythologisches Handbuch)
- Pseudo-Apollodor, , altgriechisch, Römisches Reich

Pseudo-Apollodor berichtet im Rahmen seiner Wiedergabe der Perseus-Sage über die geplante Opferung Andromedas. Als Perseus nach dem Sieg über Medusa nach Äthiopien kommt, wo Kepheus herrscht, findet er Andromeda dem Ketos zum Fraß vorgeworfen vor, da ihre Mutter Kassiopeia behauptete, schöner als die Nereiden zu sein. Diese zürnten genauso wie Poseidon, der das Land mit einer Überschwemmung und dem Ketos straft. Auf den Orakelspruch des Ammon hin, der dem Land die Befreiung der Plage verspricht, wenn Andromeda dem Ketos geopfert wird, muss sich Kepheus von seinem Volk gedrängt dem Urteil beugen und lässt seine Tochter an einen Felsen binden. Perseus sieht Andromeda, verliebt sich in sie und verspricht Kepheus, das Ketos zu töten, wenn er Andromeda zur Gattin bekommt. Kepheus stimmt zu, und Perseus tötet das Ketos und erlöst Andromeda. Da Phineus, Andromedas Onkel und Verlobter, weiter Anspruch auf sie erhebt, will er Perseus aus dem Hinterhalt ermorden, wird mit seinen Mitstreitern jedoch durch das Haupt der Medusa in Stein verwandelt, woraufhin Perseus sich mit Andromeda nach Seriphos zu seiner Mutter Danae begibt.

### Hyginus Mythographus(1./2. Jahrhundert n. Chr., mythologisches Handbuch)
- Hyginus, lateinisch, Römisches Reich

Im Hyginus Mythographus stellt Kassiopeia die Schönheit ihrer Tochter Andromeda über die der Nereiden, woraufhin Poseidon von Kepheus fordert, seine Tochter dem Ketos zu opfern, was geschieht. Perseus rettet daraufhin Andromeda und will sie mit sich führen, woraufhin Kepheus und Agenor versuchen, Perseus zu ermorden, der ihnen daraufhin das Haupt der Medusa entgegenstreckt und sie zu Stein erstarren lässt. Daraufhin kehrt Perseus mit Andromeda zurück in seine Heimat.

### Meergöttergespräche– 2. Jahrhundert n. Chr.
- Lukian von Samosata, altgriechisch, Römisches Reich

Lukian erzählt die Andromeda-Sage im Rahmen seines 14. Meergöttergespräches. Hier trifft der Meeresgott Triton auf Iphianassa, Doris und andere Nereiden und informiert sie über den Tod des Ketos und Andromedas Überleben. Auf die Frage, wer das Ketos getötet hat, ob es etwa Andromedas Vater Kepheus selbst war, entgegnet Triton Iphianassa, ob sie sich noch an Perseus, den Sohn der Danae, erinnere, den sie aus Mitleid am Leben erhielt, und erklärt, dass dieser das Ketos getötet habe. Iphianassa fragt, was Perseus dazu bewogen habe – immerhin habe er seine Dankbarkeit gegenüber den Nereiden hierdurch schlecht bewiesen. Triton erzählt nun die Geschichte von Perseus’ Tötung der Medusa und wie Perseus nach ihrer Enthauptung an der Küste Äthiopiens vorbeiflog, wo er die an einen weit ins Meer hinausragenden Felsen angeschmiedete Andromeda, mit aufgelösten Haaren und bis unter den Gürtel nackt, erblickt habe. Perseus habe sie als schön empfunden und Mitleid verspürt, woraufhin er sich nach dem Grund für ihr Schicksal erkundigt habe. Sein Mitleid habe sich in Liebe verwandelt, und er habe ihre Rettung beschlossen. Als das Ketos mit offenem Maul auf Andromeda zugestoßen sei und sie beinahe verschlungen habe, habe Perseus ihr das Haupt der Medusa entgegengehalten, woraufhin die vordere der Medusa zugewandte Seite des Ungeheuers zu Stein erstarrt und es selbst gestorben sei. Perseus habe die Fesseln Andromedas gelöst und sie auf spitzen Füßen den Felsen hinab geführt. Daraufhin habe Perseus Andromeda geheiratet und sie Argos zurückgeführt, sodass sie statt des Todes einen Gemahl „von nicht gemeinem Schlage“ gefunden habe. Iphianassa entgegnet auf Tritons Erzählung, dass ihr die Wendung nichts ausmache, immerhin habe Andromeda selbst keine Schuld getroffen, nur weil sich ihre Mutter als schöner als die Nereiden rühmte. Doris entgegnet, dass man Kassiopeia nicht schlimmer hätte strafen können als durch die Opferung ihrer Tochter. Iphianassa erwidert, was die Nereiden das Gerede einer unverständigen Frau schere, die unter Barbaren aufgewachsen ist. Durch die Angst um ihr Kind sei sie genug gestraft worden, und die Nereiden sollten lieber an der Freude über die Hochzeit teilhaben.

### Leukippe und Kleitomphon(2. Jahrhundert n. Chr., Roman)
- Achilleus Tatios, Roman, altgriechisch, Römisches Reich

Achilleus Tatios liefert eine detaillierte Beschreibung einer Abbildung des Mythos im hinteren Teil eines Tempels in seinem Roman Leukippe und Kleitomphon. Andromeda ist in einer Höhlung des Felsens angekettet, auf ihrem Gesicht mischen sich Furcht auf ihren Wangen und Schönheit in ihren Augen. Ihre Arme sind auf den Felsen gespannt, an dem sie emporgebunden ist, ihre Hand hängt wie die Traube an einem Weinstock herab und ihre Arme sind weiß und leicht blau anlaufend, die Finger drohen abzusterben. Gefesselt und den Tod erwartend, ist Andromeda wie eine Braut gekleidet und wie zur Hochzeit mit dem Hades zurechtgemacht: mit einem langen weißen, zarten Gewand, das dem Gewebe der Spinnen gleicht und aus der Wolle von Schmetterlingen gemacht wurde. Das Ketos steigt, gegen Andromeda gekehrt, von unten auf. Perseus wird zwischen dem Ketos und Andromeda gezeigt, wie er aus der Luft hinabsteigt und sich dem Ketos entgegenstellt, gekleidet mit seinen Flügelschuhen, in der linken Hand das Haupt der Medusa, in der rechten das Sichelschwert.

### Aithiopiká(3.–4. Jahrhundert n. Chr., Roman)
- Heliodor, Roman, altgriechisch, Römisches Reich

Im Roman Aithiopiká des Heliodor hat ein Bildnis der Andromeda letztlich Auswirkungen auf die ganze Handlung und das Schicksal der Hauptprotagonistin Charokleia vom Beginn bis zum Ende.

## Mittelalter und Renaissance-Zeit bis zum Jahr 1600
Im Gegensatz zur Bildkunst kam es im 16. Jahrhundert noch zu keiner großen literarischen Adaption der Andromeda-Sage, abgesehen von Stücken wie der Komödie
- Andromeda mit Perseus (1558), von Hans Sachs, deutsch[19]
- Andromeda (1578), von Diomisso Guazzoni, Tragikomödie, italienisch.[19]

### Orlando Furioso(1516–1532, episches Dichtwerk),
- Ludovico Ariosto, italienisch, Italien.

Ariostos lässt eine seiner weiblichen Hauptfiguren – die heidnische Prinzessin Angelica – in einer Szene in genau die gleiche Situation wie Andromeda versetzt: Sie wird als Menschenopfer für ein Seeungeheuer nackt an einen Felsen im Meer gekettet und wie Andromeda im letzten Moment durch einen Helden gerettet. In ihrem Falle ist es der sarazenische Ritter Ruggiero, der statt mit Flügelschuhen oder auf einem Pegasus auf einem Hippogreif, einem Mischwesen aus Pferd und Adler, herbeifliegt und das Ungeheuer tötet.

## Neuzeit (1600–1918)

### Werke von 1600–1780
- Andromeda (1610), von Ridolfo Campeggi, Libretto, italienisch, Bologna, Italien,

- Andromede (1612), von Caspar von Brülow, deutsch, Straßburg, Frankreich[20]

- Andromeda liberata – Or the Nuptials of Perseus and Andromeda (1614), von George Chapman (1614)[21]

- Andromeda (1617), von Claudio Monteverdi, Oper, italienisch, Italien[22]
- Perseus (1621) von Lope de Vega, Tragödie, spanisch, Spanien[23]
- Perseus (1634) von Johann Rist, Tragödie, deutsch, Deutschland[23]
- L’Andromeda (1637), von Benedetto Ferrari, Oper, italienisch, Venedig, Italien[22]
- Andromède (1647), von Pierre Corneille, Schauspiel, französisch, Frankreich[23]
- Fortunas de Andrómeda y Perseo (1653) von Pedro Calderóns, spanisch, Spanien[23]
- Andromeda. Ein Königliches Fräulein aus Aethiopien. Stern, Wolfenbüttel von Anton Ulrich (1659)[24]
- Il Perseo (1665), von Aurelio Aureli, Libretto, italienisch, Italien[24]
- Perfidia punita seu Perseus (1674), von Simon Rettenpacher[23]
- Andromeda und Perseus (1679), unbekannter Autor, deutsch, Hamburg, Deutschland[24]
- Die errettete Unschuld oder Andromeda und Perseus (1679) von Johann Philipp Förtsch[25]
- Persée (1682), von Philipp Quinault, Opernlibretto, französisch, Frankreich
- Die befreyte Andromeda (1688), unbekannter Autor, deutsch, Weißenfels, Deutschland[24]
- Comedia. Persevs et Andromeda. oder die Weiß gebohrene Mohrin (1700), unbekannter Autor, deutsch, Berlin, Deutschland[24]
- Perseus befreyet die Andromeda (unbekannt, 1709)[24]
- Der heldenmüthige Perseus und die getreue Andromeda (1727), von Johann Georg Ansorg, Roman, deutsch, Deutschland[26]
- Andromeda, befreyet von Perseus, durch Medusens Haupt (1778), von Anton Vigano, Ballett, deutsch, Deutschland oder Österreich[27]

### Andromeda und Perseus(1780, Duodrama)

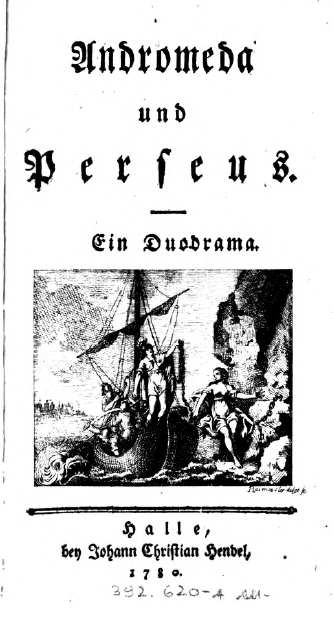
Johann Adam Braun – Andromeda and Perseus, 1780

- Johann Adam Braun, Duodrama deutsch, Deutschland.

Andromeda, die Tochter des äthiopischen Königs Kepheus und der Kassiopeia, zeichnet sich durch ihre Reize unter allen schönen Frauen ihrer Zeit aus, wodurch sie die Göttin Juno, die Nereiden und Najaden in einen Wettstreit bringt. Als Andromeda verächtlich gegen die Vorzüge der Juno spricht, zürnt diese und straft die Region um Joppe – Andromedas Geburtsort – mit einem Seeungeheuer, das Tod und Verwüstung bringt. Kepheus befragt daraufhin das Orakel, das ihm entgegnet, dass das Unheil nur aufhören wird, wenn Andromeda an einen Felsen geschmiedet dem Seeungeheuer zum Opfer dargebracht wird. Andromedas Vater befolgt den Rat des Orakels und kettet seine Tochter an den Felsen. Andromeda, angekettet am Felsen, klagt verzweifelt und ambivalent ihr Leid. Während sie einerseits danach fleht, von Perseus gerettet zu werden, wünscht sie einen schnellen Tod durch die Götter, wobei sie ihre verächtliche Schmähung der Göttinnen wiederholt. Aus einiger Entfernung ermuntert das Orakel die gefesselte Andromeda, Gelassenheit zu zeigen, immerhin sterbe sie den Tod für ihr Vaterland. Die fast ohnmächtige Andromeda erwacht, vernimmt das Orakel und entdeckt das auf sie zukommende Seeungeheuer. Verzweifelt schreit sie nach Perseus und vernimmt bald darauf eine fremde Stimme. Perseus entdeckt aus der Entfernung die angekettete Andromeda und tötet das Seeungeheuer mit dem Kopf der Medusa. Daraufhin eilt er zu Andromeda und löst sie von ihren Fesseln. Daraufhin beginnt er nun selbst die Göttin Juno, die Nereiden und die Najaden zu schmähen. In einem Duett stimmen beide nun eine Verhöhnung an, gefolgt vom Chor und einem Tanz zum Abschluss. „Ja! Zur Schande der Najaden und der Donnerfrau zum Spott’, werd’ ich sie zur Hochzeit laden, selbst mein Schicksal und den Tod.“ (Andromeda) – „Junge Freuden, Blumenkränze, schmücken ihr geliebtes Haar. Bald beginnen muntre Tänze, Hymen führ’ uns zum Altar (erst Perseus, dann beide).“

### Andromeda und Perseus(1780, Melodram)

Andromeda and Perseus, 1780, Opera, by Wolfgang Kempelen

- Libretto von Wolfgang von Kempelen oder Benedikt Dominik Anton Cremeri, deutsch, Deutschland[29]

Andromeda, in Weiß gekleidet, wird von ihren Eltern und einem Gefolge von Priestern, Jünglingen und Mädchen und Wachen herausgeführt. Auf dem Opfertisch wird Weihrauch dargebracht. Den Vorschriften nach soll kein Wort gesprochen werden, doch Königin Kassiopeia bricht von Scherz erfüllt das Schweigen und klagt sich selbst an die Mörderin ihrer Tochter zu sein. Der Oberpriester bittet sie zu schweigen, doch Kassiopeia klagt fort: „Unglückliches Schlachtopfer, kannst du mir verzeihen?“ Die Priester führen Andromeda zu dem Felsen, auf dem schon die Ketten bereit hängen, und fixieren sie. Andromeda lässt all dies ruhig geschehen, während Kepheus und Kassiopeia klagen und weinen. Als die Priester fertig sind, zieht das ganze Gefolge ab und Andromeda bleibt allein zurück, die eine Klage gegen die Götter anstimmt.

„Ist das der Altar, ihr Götter! Den ihr mir zur Vermählung bestimmt habt? Zur Vermählung mit dem Tode? Sind dies die feierlichen Hochzeitskränze… (sie deutet auf ihre Ketten) … die mich an meinem Brauttage zieren sollen?" […] Und das Götter! – Das kann euch ein reizendes Schauspiel sein? Eine unbedeutende Schwachheit eines Weibes – vor euch ein unverzeihliches Verbrechen – kann durch nichts als den Tod ihres einzigen Kindes getilgt werden. Nur das Blut eines schuldlosen Mädchens kann eure Rache tilgen? Ha! Grausame! Wenn dieser Anblick eure Wonne vemehrt, so seht vom Olmyp herab auf das Würmchen! Zertret’s, zertret’s und triumphiert über den großen Sieg.“

Andromeda fällt auf die Knie, bereut ihre Worte und will sich ihrem Schicksal ohne Widersträuben fügen und bittet die Götter, ihr Stärke und Mut zu schenken, damit sie ihr grausames Ende ertragen kann. Sie steht auf. „Es ist Herrlichkeit, es ist Wonne für mich, ein Versöhnopfer zwischen Göttern und Menschen zu sein […] von meinem Vaterlande das Unheil abzuwenden, dass es schon so lange verheeret. Öffnet euch ihr unermesslichen Schlunde, sperret eure Ungeheuer aus, dass sie es verschlingen das Opfer, dass es hier zur Versöhnung auflodert.“
Das Ungeheuer Ketos verlässt seine Höhle und geht ins Meer. Andromeda wird von Angst ergriffen und fleht zu den Göttern, ihr einen schnellen Tod durch einen Dolch, ein Seil, Gift, einen Blitz des Jupiter oder ein Erdbeben des Neptun zu gewähren. Andromeda fleht um Erbarmen und bleibt ohnmächtig an den Ketten ausgespannt hängen. Perseus kommt auf der Seite hervor, auf der Andromeda am Felsen angekettet – da sie vom Fels bedeckt ist, sieht er sie noch nicht. Er setzt sich, um sich auszuruhen. Die Musik ist ruhig, angenehm und scherzend. Perseus betrachtet die Gegend. Sein Blick fällt auf die angekettete Andromeda, die er zunächst für eine Bildsäule hält, bis er sieht, dass sie atmet. „Ein lebendes Geschöpf. Ha, ein Mädchen von seltenen Reizen. Tränen an den Wangen? Wie bezaubernd ist der Anblick! Das muss man näher erforschen.“ Während Perseus vom Felsen heruntersteigt, um Andromeda zu belauschen, wacht diese aus der Ohnmacht auf und klagt, warum die Götter sie so erneut strafen, statt ihr einen schnellen, schlafenden Tod zu gewähren. Perseus spricht Andromeda an, die heftig erschrickt. Perseus legt seine Waffen ab, um Andromeda nicht zu ängstigen, doch sie wendet ihm den Blick ab. „Ungeheuer! Auch in dieser Gestalt verkenn ich dich nicht. Auch unter dieser Larve erkenn ich meinen Mörder – hier ist dein Raub!“ Perseus glaubt, dass sie offensichtlich nicht bei Sinnen ist, und fragt, ob er helfen könne. Andromeda weist ihn nur ab, denn der Tod halte sie bereits in seinen eisernen Ketten gefesselt. Perseus fragt, wer sie sei und von welchem Ungeheuer, Mörder und Tode sie spreche. Andromeda sieht Perseus wieder schüchtern an und kann nicht glauben, dass ihre Rettung womöglich bevorsteht. Als er ihr anbietet, den Verantwortlichen des Verbrechens an ihr zu bestrafen, bricht Andromeda ihr Schweigen und erzählt, dass sie als Strafe für die Hybris ihrer Mutter – die ihre eigene Schönheit mit denen der Nereiden verglich – durch göttlichen Zorn und einen Orakelspruch als Sühneopfer dem Tode geweiht ist. Perseus bietet ihr daraufhin an, sie von dem Schicksal zu befreien, doch Andromeda bittet ihn, sie in ihr Schicksal zu entlassen. Perseus wendet sich an Andromeda.

„Tausend Leben wagt’ ich, dass deinige zu erhalten. Deine Reize, Prinzessin, beseelen meinen Mut, o dürft ich hoffen – dürft ich hoffen nach dieser Tat, von deinem Herzen – – Nein! Kein Bedingnis – eh die Tat – dann bestimmst du den Lohn.“

Andromeda will Perseus davon abhalten, sich für sie zu opfern, denn selbst wenn er das eine Ungeheuer erschlage, habe Neptun schließlich noch Tausende, doch Perseus sagt, als Sohn des Zeus fände er noch andere Wege, die Götter zu beugen. Andromeda fragt irritiert „Ein Gott will mein Beschützer sein?“, worauf Perseus ihr zu Füßen fällt:

„Nicht Beschützer allein, dein Anbeter – dein Anbeter ist er. Von Merkurs Flügeln getragen, durchirre ich von Pol zu Pol den Dunstkreis dieses Erdballs… und nur hier – nur hier findet mein Herz das Ziel seiner Wünsche… Nur du, Schönste der Erdetöchter, entscheidest mein Schicksal… O sprich, darf Perseus sein Glück von dir hoffen? […] Wenn ich dein Leben rette… ist dein Herz – deine Hand mein Lohn?“

Andromeda versucht Widerstände ins Spiel zu bringen, etwa dass sie gegenwärtig über ihr eigenes Leben nicht bestimmt und ihre Eltern ohnehin zustimmen müssten. Gleichwohl sei ihr Herz gut und dankbar, worauf Perseus erwidert, dass er mehr nicht verlange, und beginnt die Ketten loszumachen, doch Andromedas weigert sich, da ihr die Bande heilig seien. Daraufhin schlägt Perseus einen Ast ab und postiert seinen Schild mit dem Haupt der Medusa in Richtung Meer, um das Ungeheuer im Falle des Auftauchens sofort in Stein zu verwandeln. Mit den Worten, in Kürze sei Andromeda frei, schwingt er sich in die Lüfte und fliegt zum Haus des Kepheus. Andromeda bleibt allein zurück und beginnt wieder zu klagen und nach der Gerechtigkeit der Götter zu fragen, ihre Götter seien keine, die solch grausame Rache übten. Während Andromeda an Perseus denkt, nähert sich von ihr ungesehen das Ketos, das immer wieder leicht die Wasserfläche durchstößt. Als es sich dem Ufer nähert, springt Perseus hervor, greift seinen Schild und wirft sich mit gezücktem Schwert dem Ketos entgegen. Während Perseus das Ketos bekämpft und letztlich mit dem Schwert besiegt, wechseln Andromedas Emotionen zwischen Furcht, Hoffnung, Freude und Verzweiflung. Ihre Eltern und der Rest des Volkes treffen am Ufer ein. Als Perseus verkündet, dass das Ungeheuer tot ist, jubelt das Volk. Andromedas Eltern eilen zu ihrer Tochter und umarmen sie, während ihre Fesseln gelöst werden. Andromeda fragt, wo ihr Retter sei, woraufhin ihre Eltern erwidern, dass er fortan ihr Gemahl sei. Perseus kommt auf die Familie zu und entgegnet:

„Andromedas Arme sind nun frei von Ketten – ihr Herz sei eben so frei vom Zwange. Der väterliche Ausspruch lege ihr nicht neue Fesseln an.“ – Andromeda geht auf Perseus zu: ‚Perseus! Nicht aus Gehorsam – nicht aus Dankbarkeit…‘ (sie reicht ihm die Hand) – „aus Wahl…“

Perseus entgegnet, dass das Maß seines Glückes nun voll sei, und schlägt vor, den Göttern ein Opfer darzubringen. Kassiopeia bereut und dankt. Kepheus verkündet Perseus mit dem Empfang von Andromedas Hand auch seine eigene Krone und damit die Herrschaft über Aithiopia. Das Volk jubelt und lobpreist Perseus und Andromeda als neue Herrscher. Perseus und Andromeda reichen sich die Hände, die Eltern legen ihnen die Hände auf die Schultern, die Knaben und Mädchen krönen sie mit Blumenkränzen, die Priester opfern und das Volk drückt seine Freude durch Scherben aus. Der Vorhang fällt.

### Andromeda e Perseo(1787, Oper)
- Musik von Michael Haydn, italienisch, Salzburg, Österreich[44]

An der Küste von Aithiopia, begleitet von Donner und Sturm, erwartet Andromeda, gefesselt an einen Felsen, ihren Opfertod. Selbst unschuldig, soll sie nach dem Willen der Götter zur Strafe sterben, weil ihre Mutter Kassiopeia in hochmütiger Arroganz es gewagt hatte, ihre eigene Schönheit über die der Nereiden zu stellen. Am anderen Ufer sehen Andromedas Vater Kepheus, ihr Onkel und Verlobter Phineus und das Volk von Aithiopia verzweifelt zu, wie die junge Königstochter durch das herannahende Seeungeheuer des Meeresgottes Poseidon bedroht wird. Das Volk fleht die Götter an, Andromeda zu verschonen. Da erscheint Perseus und bietet Kepheus an, Andromeda zu retten – unter der Voraussetzung, dass er sie heiraten darf. Kepheus stimmt zu, verheimlicht die Entscheidung jedoch vor seinem Bruder Phineus. Perseus tötet das Ungeheuer und Andromeda verliebt sich in ihn, während Phineus seelische Qualen erleidet und die Götter bittet. Kepheus lehnt den Wunsch seines Bruders ab, dass er Andromeda als Braut zurückbekommt. Phineus grollt über den Verlust seiner Verlobten und plant einen Anschlag auf Perseus. Zwischen Perseus und Andromeda wächst die Liebe heran und Kepheus bietet Perseus sein Reich an. Das Volk jubelt, bis Phineus mit Waffengeklirr erscheint und einen Speer auf Perseus wirft, der hinter einer Säule Deckung sucht und so dem Attentat entgeht. Die Wachen nehmen Phineus fest. Kepheus zürnt seinem Bruder und will ihn sterben sehen, doch Perseus und Andromeda appellieren an die Milde des Königs, Phineus freizulassen. Des Königs Herz erweicht und Phineus ist nach so viel Güte geläutert. Perseus und Andromeda feiern ihre Hochzeit.

### Sagen des klassischen Altertums(1838–1840, Schwab, Sagensammlung)
- Gustav Schwab, deutsch, Deutschland

Perseus überfliegt die Küste Äthiopiens und erblickt an einer Felsklippe eine gefesselte Jungfrau, die er für eine Marmorstatue gehalten hätte, hätte ihr Haar nicht im Wind geweht und Tränen in ihren Augen geglitzert hätten. Fast vergisst er, mit den Flügeln zu schlagen, so angezogen ist er von Andromedas Schönheit. Er fliegt zu ihr und spricht sie an, warum sie „die doch ganz anderes Gschmeide verdientest“, an den Felsen gefesselt ist. Andromeda schweigt zunächst verschämt und will ihr Gesicht mit den Händen verbergen, kann dies jedoch nicht aufgrund ihrer Fesseln. Ihre Augen füllen sich mit Tränen. Schließlich jedoch, um den Fremden nicht zu vermitteln, sie selbst sei für ihr Schicksal verantwortlich, erwidert sie, dass sie die Tochter des Kepheus, des Königs der Äthiopier ist, ihr Name Andromeda ist und ihre Mutter die Nereiden erzürnt hatte, weil sie behauptete schöner als sie zu sein, woraufhin Poseidon das Land mit einer Überschwemmung und einem alles verschlingenden Haifisch straft. Ein Orakel versprach Befreiung von der Pein, wenn Andromeda dem Ungeheuer geopfert werde. Das Volk drängt Kepheus zu diesem Schritt, der schließlich nachgibt und seine Tochter an den Felsen bindet. Kaum hat Andromeda ihre Ausführungen beendet, taucht das Ungeheuer aus dem Wasser auf. Andromeda jammert laut, während ihre Eltern herbeieilen und ihre gefesselte Tochter weinend und klagend umarmen. Perseus stellt sich den beiden vor und prahlt mit der Tötung der Medusa und seinen Flügelschuhen. Nun werbe er um Andromeda, mit dem Angebot, sie zu retten. Ihre Eltern versprechen ihm nicht nur die Hand ihrer Tochter, sondern obendrein noch ihr Königreich. Während Perseus und Andromedas Eltern miteinander verhandeln, kommt das Ketos immer näher ans Ufer heran. Perseus schwingt sich nun in die Luft und schlägt das Ketos mit dem Schwert, bis es tot in den Fluten versinkt. Perseus kehrt zur Erde zurück und löst Andromedas Fesseln, die ihn mit Blicken des Dankes und der Liebe begrüßt. Während das Paar im Palast Hochzeit feiert, taucht Andromedas vorheriger Verlobter und Onkel Phineus auf und fordert, unterstützt von Mitstreitern, Andromeda zurück. Kepheus versucht seinem Bruder Einhalt zu gebieten, doch Phineus greift Perseus an und es kommt zum Kampf. Perseus hebt schließlich das Haupt der Medusa und versteinert Phineus Männer. Dieser fleht um Erbarmen, doch Perseus zeigt keine Gnade und tötet auch Phineus. Nun führt Perseus Andromeda heim und trifft auch seine Mutter Danaë wieder.

### Sagen des klassischen Altertums(1862, Stoll, Sagensammlung)
- Heinrich W. Stoll, deutsch, Deutschland.

Perseus gelangt an die Küste Äthiopiens. An einem einsamen Felsenufer erblickt er Andromeda, die Tochter des Königs des Kepheus und der Kassiopeia, die geprahlt hatte, dass sie schöner als die Nereiden sei, woraufhin diese sich bei Poseidon beklagten, der eine Flut und ein Meeresungeheuer schickte, das Menschen und Vieh verschlang. Als Kepheus das Orakel von Ammon in der libyschen Wüste um Rat fragt, erklärt es, er solle seine Tochter Andromeda dem Ungeheuer opfern. Kepheus muss sich dem Volkswillen beugen. Zunächst hält Perseus die angekettete Andromeda für eine Marmorstatue, hätten ihre Locken nicht im Wind geweht und heiße Tränen in ihren Augen glitzern. Perseus vergisst bei ihrem Anblick fast mit den Flügeln zu schlagen, fliegt zu ihr hinab und fragt wer sie ist und warum sie angekettet ist. Die Jungfrau schweigt anfangs und will ihr verschämtes Antlitz mit den Händen verbergen, kann dies jedoch nicht wegen der Fesseln. Schließlich gibt Andromeda Perseus drängenden Fragen nach und erzählt wer sie ist. Bevor sie geendet hat, taucht das Ketos auf. Andromeda schreit verängstigt auf und ihre Eltern eilen klagend herbei. Perseus stellt sich vor und fragt, ob er Andromeda zur Frau bekomme, wenn er sie rettet. Ihre Eltern stimmen zu und versprechen ihm obendrein ihr Königreich. Das Ungeheuer naht heran und Perseus schwingt sich in die Luft und stellt sich dem Fisch mit dem Schwert und durchbohrt das Ketos, bis es verblutend im Meer versinkt. Vom Ufer ertönt Jubel und Andromedas Eltern führen Perseus und die befreite Tochter zu einem goldstrahlenden Haus, in dem sogleich die Hochzeit stattfinden soll. Plötzlich ertönt Waffengeklirr und Kriegsgeschrei als Phineus, Andromedas Onkel und vorheriger Verlobter, mit Wegstreitern in den Saal stürmt, seine Braut fordert und eine Lanz auf Perseus schleudert. Kepheus stellt sich dazwischen und erklärt, dass Phineus das Anrecht auf Andromeda verloren hat, als er sie nicht rettete. Es kommt dennoch zum Kampf zwischen Perseus und Phineus und seinen Männern, bis dieser das Haupt der Medusa hervorholt und seine Gegner – zweihundert Mann – zu Stein verwandelt, nicht jedoch Phineus, der nun bereut und um sein Leben bettelt, von Perseus jedoch trotzdem versteinert wird. Bald darauf kehrt Perseus mit Andromeda nach Seriphos zurück, später dann nach Argos.

### Andere Werke nach 1787
- Andromeda (1798) von Giuseppe Sartis, italienisch, St. Petersburg, Russland
- Gesänge aus: Andromeda und Perseus (1800), Gesang, Johann Friedrich Gley, deutsch, Deutschland/Österreich
- Persée et Andromède (1810), von Pierre Gardel, Ballett, französisch, Paris, Frankreich.
- Perseus und Andromeda (1854), von Paul Heyse, Gedicht, deutsch, Deutschland
- The Heroes, Greek fairy tales (1856), von Charles Kingsley, Belletristik, englisch, Großbritannien
- Perseus och Andromeda (1883), von August Strindberg, schwedisch, Schweden
- Andromeda (1886), von Charles Harford Lloyd, Kantate, englisch, Großbritannien
- Perseus and Andromeda – The Story Retold (1902), von Richard Le Galienne, Belletristik, englisch, Großbritannien

### Andromeda(vor 1906, Gedicht)
- Thomas Bailey Aldrich, englisch, USA.

Vor dem Hintergrund der Industrialisierung, Verstädterung und dem sozialen Elend der dort lebenden Bevölkerung kritisierte Thomas Bailey Aldrich († 1906) die Überhöhung der Andromeda als ewige tragische Figur, während doch in der Gegenwart sich Geschichten von Mädchen und Frauen fänden, die weit herzzerreißender und im Gegensatz zu Andromeda keine Erfindung seien. Aldrich bezog sich dabei konkret auf das Schicksal junger Mädchen, die zum Überleben gezwungen waren, sich zu prostituieren:
„Die abgenutzte Münze und die abgenutzte klassische Phrase, Von griechischen Mythen, die meine Jugend betörten, Betören mich nicht mehr wie in alten Zeiten: Ich denke, dass mehr Trauer und Schönheit in der Wahrheit wohnt. Andromeda, in Fesseln am Meer, Sternenbleich vor Angst, bis der junge Perseus kam, Rührt mich weniger mit ihrem Leiden als sie, Die schlanke Mädchengestalt, gefesselt an dunkle Schande, Die nächtlich im Parke spukt, dort, wie ein Schatten, Die ihr Elend von Straße zu Straße schleppt. Seht, wo sie vorübergeht – weder Weib noch Magd; Wie alle Fiktion zu ihren Füßen zerbröckelt! Hier ist das Elend selbst, und nicht die Maske des Elends: Der Schatten einer Legende soll dich nicht so rühren!“

## Moderne (1919 bis zur Gegenwart)

### Griechische Mythologie: Perseus – Theseus(1997, Belletristik)
- Menelaos Stefanides, griechisch, Griechenland.

Auf Deutsch erscheinen als: Menelaos Stefanides: Perseus – Theseus, Sigma, Athen 2022. ISBN 978-960-425-095-0.
Perseus gelangt an die Küste Äthiopiens, wo er an einem dunklen Felsen etwas Weißes schimmern sieht. Er fliegt tiefer und hält es zunächst für eine menschlichförmige Skulptur, bis er erkennt, dass ihr Haar im Wind weht. Er tritt zu dem gefesselten Mädchen, was immer wieder schluchzt und ihm erzählt. dass sie Andromeda, die Tochter des Königs Kepheus und der Kassiopeia ist. Als Kassiopeia ihre eigene Schönheit mit der der Nereiden vergleicht, wenden sich die Töchter des Nereus nicht an ihren sanften Vater, sondern den zornigen Poseidon, der mit einem Seeungeheuer und einer Flut die Küste des Landes peinigt. Daraufhin fragt Kepheus ein Orakel um Rat, das ihm befiehlt, seine Tochter dem Ungeheuer zu opfern, dem die Eltern schließlich sträubend nachkommen. Perseus ist betrübt und verliebt sich in Andromeda, die ihn bittet: „Löse meine Fesseln, Fremder, und mach mich zu deiner Sklavin, wenn du mich nicht heiraten willst. Rette mich und ich werde dir ewig dankbar sein.“ Andromeda korrigiert sich, weil sie will, dass die Plage des Ungeheuers von ihrem Land genommen wird. In diesem Moment eilen ihre Eltern herbei und flehen Perseus an, ihre Tochter zu retten, sie bieten ihm ihre Schätze und ihr Königreich an. Perseus lehnt die Schätze ab, will aber Andromeda zur Frau haben, dem die Eltern zustimmen. In diesem Moment erscheint das Ketos und Perseus schwingt sich in die Luft, setzt den Helm des Hades auf und verschwindet vor aller Augen, ehe er das Ungeheuer mit dem Schwert tötet. Perseus fliegt zurück zu Andromeda und löst ihre Fesseln. Am nächsten Tag feiern sie ihre Hochzeit, bis Kepheus Bruder Phineus, der vorherige Verlobte Andromedas, wütend hereinplatzt und Andromeda zurückfordert. Ein alter Fürst erklärt, dass Phineus das Recht auf Andromeda verloren habe, als er sie gegen das Ketos nicht verteidigt habe. Auf Nachfrage erklärt Andromeda, dass sie bei Perseus bleiben will, woraufhin Phineus Gewalt anwendet. Die Göttin Athene verteidigt Perseus mit ihrem Schild, der das Haupt der Medusa herausholt und Phineus und seine Mitstreiter zu Stein verwandelt. Perseus kehrt mit Andromeda nach Seriphos zurück, später nach Argos und herrscht mit ihr über Mykene.
Wie in der Tragödie des Euripides bietet sich Andromeda Perseus als Ehefrau oder Sklavin an, wenn er sie rettet, im Unterschied zur antiken Version nötigt Perseus sie aber nicht dazu, indem er zuvor fragt, was er denn bekomme, wenn er Andromeda befreie.

### Beim Leben meiner Schwester(2004, Roman),
- Jodi Picault, englisch, USA.

Jodi Picault: My Sister’s Keeper, Atria Books, New York 2004. Dt. Ausgabe: Beim Leben meiner Schwester, Piper, München 2006.
In Jodi Picoult im Jahr 2004 erschienenem Roman Beim Leben meiner Schwester wird das Opferungs-Motiv gar ins Zentrum der Romanhandlung gestellt. Hier erkrankt Kate, die Tochter der Familie Fitzgerald an Leukämie. Die verzweifelten Eltern suchen Rat bei einem Arzt, der ihnen anbietet, ein genetisch kompatibles Retortenkind zu produzieren. Daraufhin wird die junge Andromeda, genannt Anna, geboren und fungiert fortan – trotz des schlechten Gewissens der Eltern – unter schmerzhaften medizinischen Eingriffen als Ersatzteillager für ihre Schwester Kate. Schließlich weigert sich die dreizehnjährige Anna weiter für ihre Schwester zu spenden. Es kommt zu einem Gerichtsprozess gegen die Eltern, in dem sowohl ethische Fragen als auch die komplexe Beziehung der beiden Schwestern beleuchtet wird. Anna gewinnt den Prozess, kommt aber auf dem Nachhauseweg bei einem Autounfall ums Leben, woraufhin ihre Organe Kate gespendet werden. Picoult zeichnet eine moderne Version der Sage, in der die junge Anna-Andromeda als wehrloses Kind sich dem Willen ihrer Eltern beugen muss, um ihre Schwester zu retten, so wie die mythologische Andromeda für die Rettung ihres Volkes für die Sünden ihrer Mutter büßen muss. Beide Frauen werden als Opfer dargebracht, anders als die mythologische Andromeda entgeht Anna jedoch nicht dem Tod.

### Perseus – The hunt for Medusa’s head(2008, Comic)
- Paul D. Storrie, englisch, USA

Paul D. Storrie: Perseus – The hunt for Medusa’s head, Graphic Universe, Minneapolis/New York 2008, ISBN 978-0-7613-3995-3. (Comic)
Nachdem Perseus Medusa getötet hat, kommt er auf dem Weg nach Hause an einem Felsen vorbei und findet dort die gefesselte Andromeda am Felsen vor. Sie hat eine dunkle Hautfarbe und trägt ein rotes Kleid. Sie stellt sich ihm als Andromeda, Tochter des Königs Kepheus und der Kassiopeia von Äthiopien dar. Weil ihre Mutter die Meeresnymphen beleidigt hat, schickt Poseidon einen gewaltigen Kraken, der das Land verwüstet. Kepheus fragte ein Orakel, das ihn anweist, seine Tochter an den Felsen gekettet als Opfer darzubringen. In diesem Moment eilen Andromedas Eltern herbei. Als Perseus anbietet den Kraken zu töten, fragen sie nach seinem Preis, woraufhin er erwidert, ob sie es nicht vorziehen, statt ihre Tochter zu opfern, sie ihm zum Ehemann zu geben. Als der Kraken erscheint, stimmt Kassiopeia zu, Perseus befreit Andromeda von den Ketten und stellt sich dem Ketos mit dem Schwert. Das Ungeheuer versinkt im Meer, aus dem Perseus ebenfalls wieder auftaucht. Andromeda stürzt erleichtert auf ihn zu. Es kommt zur Hochzeit der beiden, doch Kepheus und Kassiopeia sind in Wahrheit nicht erfreut, ihre Tochter einem Fremden gegeben zu haben. Da erscheint Phineus, ein Verwandter des Kepheus, dem Andromeda als Braut versprochen war, und fordert sie zurück. Es kommt zum Kampf und Perseus hält Phineus und seinen Mitstreitern das Haupt der Medusa entgegen. Das Paar lebt in Frieden, doch Perseus entscheidet sich nach Seriphos zurückzukehren, um seine Mutter aus den Händen des Polydektes zu befreien und lässt Andromeda zunächst zurück. Er befreit seine Mutter und kehrt mit ihr nach Äthiopien zurück, holt Andromeda ab, bis sie gemeinsam zurück nach Griechenland reisen.

### Persée et la Gorgone Méduse(2017, Comic)
- Luc Ferry, französisch, Frankreich.

In Deutschland erschienen als Luc Ferry: Perseus und Medusa, Splitter, Bielefeld 2020, ISBN 978-3-96219-421-5.
Im Comic Persée et la Gorgone Méduse zu dem Luc Ferry den Text verfasste, findet Perseus die angekettete, blondhaarige Andromeda am Felsen wieder. Sie trägt ein weißes Kleid und ist mit einem Blumenkranz auf dem Kopf geschmückt. Aithiopia wird als Land nicht erwähnt, die Einwohner sind von weißer Hautfarbe. Perseus fragt die versammelte Menschenmenge, wer das angekettete Mädchen ist und spricht mit ihrem Vater Kepheus, der erzählt wie seine Frau den Zorn des Poseidon weckte, indem sie sich für schöner als die Nereiden erklärte. Seither schickt er jedes Jahr dem Land ein Seeungeheuer. Perseus fragt Kepheus, ob er Andromeda zur Frau bekomme, wenn er sie rette, woraufhin Kepheus zustimmt und Perseus sich die Tarnkappe aufziehend, dem Ketos in Gestalt einer riesigen Seeschlange stellt. er durchbohrt das Ketos mit de, Schwert und bringt Andromeda zurück zu ihrem Vater und der versammelten Menschenmenge. Phineus, Andromedas Onkel und Verlobter zürnt und will Perseus hinterrücks ermorden, der rechtzeitig gewarnt am Hochzeitstag mit Andromeda Phineus und seine Mitstreiter mit dem Haupt der Medusa zu Stein verwandelt. Perseus kehrt mit Andromeda nach Seriphos zurück. Die Geschichte folgt dem Verlauf mit Polydektes geplantem Tod und Akrisios unbeabsichtigtem Tod. Andromeda gebärt Perseus einen Sohn. Andromeda hat nahezu keinerlei Text, geschweige denn eine aktive Rolle in Ferrys Comicdarstellung.

### Heroes. Mortals and Monsters. Quests and Adventures, (2018, Belletristik)
- Stephen Fry, englisch, Großbritannien.

Ersterscheinung: Stephen Fry: Heroes. Mortals and Monsters. Quests and Adventures, Penguin Books, London 2018. In Deutschland erschienen als Stephen Fry: Helden – die klassischen Sagen der Antike neu erzählt, atb, Berlin, 2022.
Nachdem Perseus die Medusa getötet hat, fliegt er durch die Lüfte und erblickt an einem unbekannten Ort ein nacktes, gefesseltes Mädchen an eine Klippe gekettet. Er fliegt zu ihr und fragt, was sie mache, woraufhin sie spöttisch antwortet: „Wonach sieht es denn aus? Und ich wäre dir dankbar, wenn du mir ins Gesicht schauen würdest, wenn es dir nichts ausmacht.“
Perseus, peinlich berührt, stellt sich vor und fragt, wer das Mädchen ist, die sich ihm als Andromeda und Tochter von Kassiopeia und Kepheus, dem König von Äthiopien vorstellt. Ihre Mutter habe geprahlt, dass Andromeda schöner als die Nereiden und die Okeaniden zusammensei. Perseus entgegnet, dass Andromeda das auch sei, woraufhin sie flapsig erwidert. „Ach, sei still.“ Sie erklärt, dass Poseidon ein Meeresungeheuer namens Keto schickte, das begann, die Küste zu verwüsten, sodass kein Schiff mehr fuhr, das Land aber auf den Handel angewiesen sei. Die Priester wurden befragt und sagten, dass einzig die Ankettung der nackten Andromedas dem Land Erlösung bringen würde. In diesem Moment erscheint das Ketos, Perseus taucht daraufhin ins Wasser ein und tötet das Ketos in einem Kampf unter Wasser, ehe er zu Andromeda zurückkehrt und ihre Fesseln durchschneidet. Die beiden kehren in den Palast des Kepheus zurück, wo Kassiopeia überglücklich ist und Perseus als Schwiegersohn will, Kepheus hingegen missfällt die Idee, da Andromeda bereits seinem Bruder Phineus versprochen ist. Phineus selbst will Andromeda als Mittel, um die mächtigsten Königreiche am Nil zu vereinen. Bei Perseus und Andromedas Verlobungsfeier stellt er sich Perseus entgegen, wird von diesem jedoch mit dem Kopf der Medusa in Stein verwandelt. Kassiopeia will die Tasche öffnen, in der das Haupt der Medusa liegt, woraufhin Perseus ihr auf die Finger schlägt und Andromeda ihre Mutter fragt: „Wirst du es denn nie lernen?“ Es folgen weitere Erzählungen über die Reise nach Seriphos, Argos und letztlich Perseus und Andromedas Versetzung an den Sternenhimmel.
Im Gegensatz zu anderen Darstellungen erscheint Andromeda als äußerst selbstbewusste und sarkastische Frau, die Perseus mehrfach einschüchternd. Von einem Besitzanspruch auf Andromeda ist bei ihm keine Rede.

### Weitere Werke
- Persée et Andromède (1921), von Jacques Ibert, Oper, französisch, Frankreich
- Andromède (1923), Pierre Maurice und Madeleine Maurice, Oper, französisch, Schweiz
- Andromeda (1956), von Louis Simpson, Versspiel, englisch, USA
- Perseo e Andromeda (1990), von Salvatore Sciarrino, Oper italienisch, Italien, die am 27. Januar 1991 am Staatstheater Stuttgart uraufgeführt wurde.[59] 1996 wurde eine von Russel Shone inszenierte Rekonstruktion der Andromeda-Tragödie des Euripides in London aufgeführt.[60] Im italienischen Mondavio wurde 2019 das Stück Perseo e Andromeda: le costellazione dell'amore eroico aufgeführt.[61]
- Andrómeda encadenada (2011) von Fátima Frutos, Dichtung, spanisch, Spanien.[62]
- Natalie Haynes: Stone Blind, Pan Macmillan, London 2022; dt. Stone Blind – Der Blick der Medusa, dtv, München, 2023.
- Claire Heywood: The Shadow of Perseus: A compelling, unputdownable retelling of the myth of Perseus, Hodder & Stoughton, London 2023, ISBN 978-1-5293-3370-1.